# NGC 1618
NGC 1618 est une galaxie spirale barrée située dans la constellation de l'Éridan. NGC 1618 a été découverte par l'astronome germano-britannique William Herschel en 1786.

## Caractéristiques
Sa vitesse par rapport au fond diffus cosmologique est de 4 838 ± 7 km/s, ce qui correspond à une distance de Hubble de 71,4 ± 5,0 Mpc (∼233 millions d'al).
À ce jour, quatre mesures non basées sur le décalage vers le rouge (redshift) donnent une distance de 44,125 ± 4,807 Mpc (∼144 millions d'al), ce qui est loin à l'extérieur des valeurs de la distance de Hubble. Notons que c'est avec la valeur moyenne des mesures indépendantes, lorsqu'elles existent, que la base de données NASA/IPAC calcule le diamètre d'une galaxie et qu'en conséquence le diamètre de NGC 1618 pourrait être d'environ 49,8 kpc (∼162 000 al) si on utilisait la distance de Hubble pour le calculer.
La classe de luminosité de NGC 1618 est II et elle présente une large raie HI.